# Euplexia nyassana
Euplexia nyassana är en fjärilsart som beskrevs av M.Gaede 1915. Euplexia nyassana ingår i släktet Euplexia och familjen nattflyn. Inga underarter finns listade i Catalogue of Life.